# Distretto di Phayuha Khiri
Il distretto di Phayuha Khiri (in thailandese: พยุหะคีรี) è un distretto (amphoe) della Thailandia, situato nella provincia di Nakhon Sawan.